# ランギポ砂漠

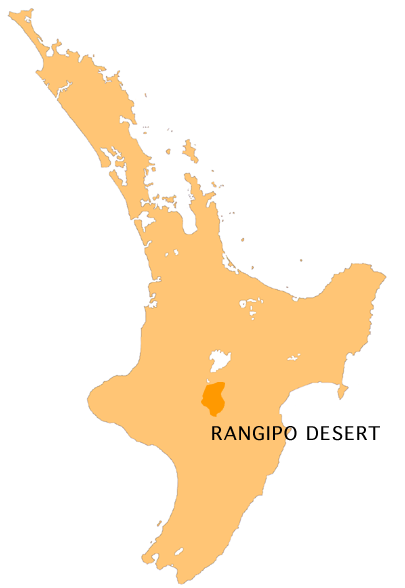
位置図

ランギポ砂漠（ランギポさばく、英語: Rangipo Desert）はニュージーランドルアペフ山北側に位置する砂漠である。トンガリロ山・ナウルホエ山の東側に位置する。

## 概要

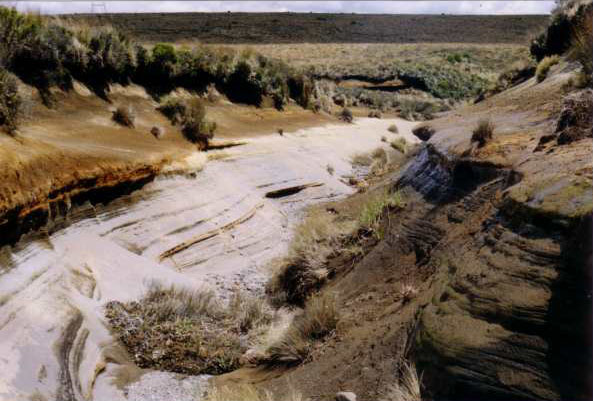
砂漠

ランギポ砂漠では年間に1500mmから2500mmの降水量があるが、乾ききった大地のためいつも乾燥している。また、砂漠は海抜1000mの所に位置する。砂漠の大部分は無人化しており、南端にあるマナワツ・ワンガヌイのWaiouruにニュージーランド軍の軍事用施設があるだけである。
ランギポ砂漠付近には、トンガリロ国立公園のルアペフ山・トンガリロ山・タウルホエ山などがあり、北部周辺にはワイカト川が流れている。